# Dammarie-les-Lys
Pour les articles homonymes, voir Dammarie (homonymie).
Dammarie-les-Lys est une commune française située dans le département de Seine-et-Marne, en région Île-de-France. En 2022, elle compte 23 252 habitants.

## Géographie

### Localisation

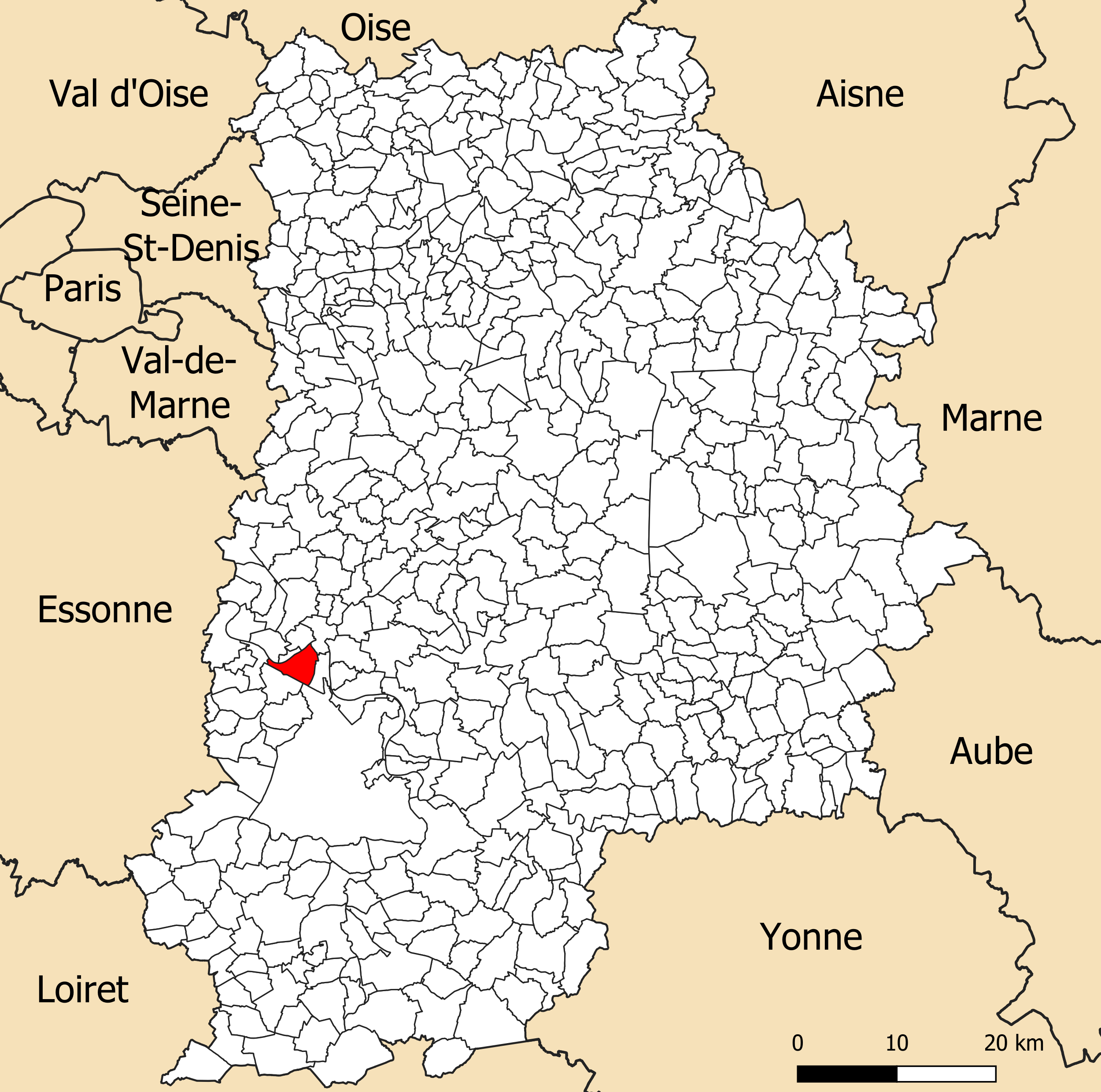
Localisation de Dammarie-les-Lys dans le département de Seine-et-Marne.

La commune de Dammarie-les-Lys se trouve dans le département de Seine-et-Marne, en région Île-de-France.
Elle se situe à 4,33 km par la route de Melun, préfecture du département. La commune fait en outre partie du bassin de vie de Paris.

### Communes limitrophes

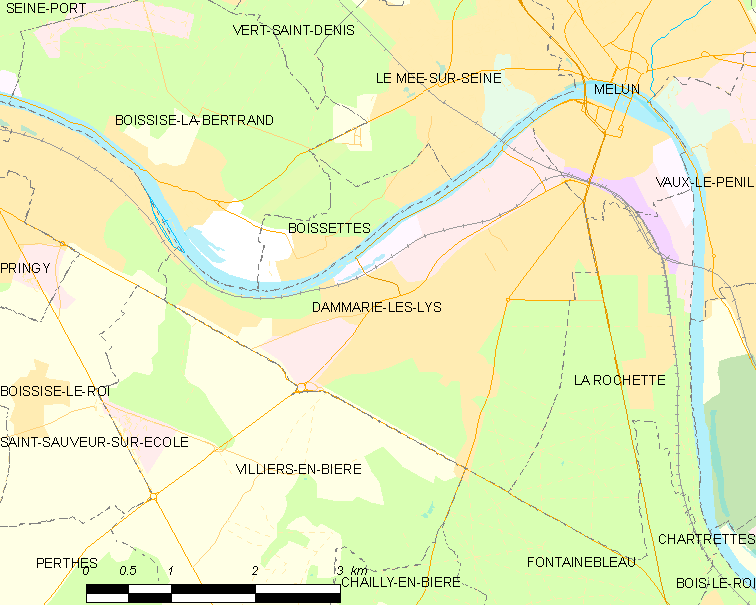
Carte des communes limitrophes de Dammarie-les-Lys.

Les communes les plus proches sont : 
Boissettes (2,0 km), La Rochette (2,2 km), Le Mée-sur-Seine (2,5 km), Melun (3,3 km), Villiers-en-Bière (3,5 km), Boissise-la-Bertrand (3,6 km), Vaux-le-Pénil (3,7 km), Livry-sur-Seine (3,7 km).
| Boissise-la-Bertrand Boissettes | Le Mée-sur-Seine | Melun         |
| Boissise-le-Roi                 | Dammarie-les-Lys | La Rochette   |
| Villiers-en-Bière               |                  | Fontainebleau |

### Géologie et relief
L'altitude varie de 43 mètres à 93 mètres pour le point le plus haut , le centre du bourg se situant à environ 67 mètres d'altitude (hôtel de ville).
Géologiquement intégré au bassin parisien, qui est une région géologique sédimentaire, l'ensemble des terrains affleurants de la commune sont issus de l'ère géologique Cénozoïque (des périodes géologiques s'étageant du Paléogène au Quaternaire),.

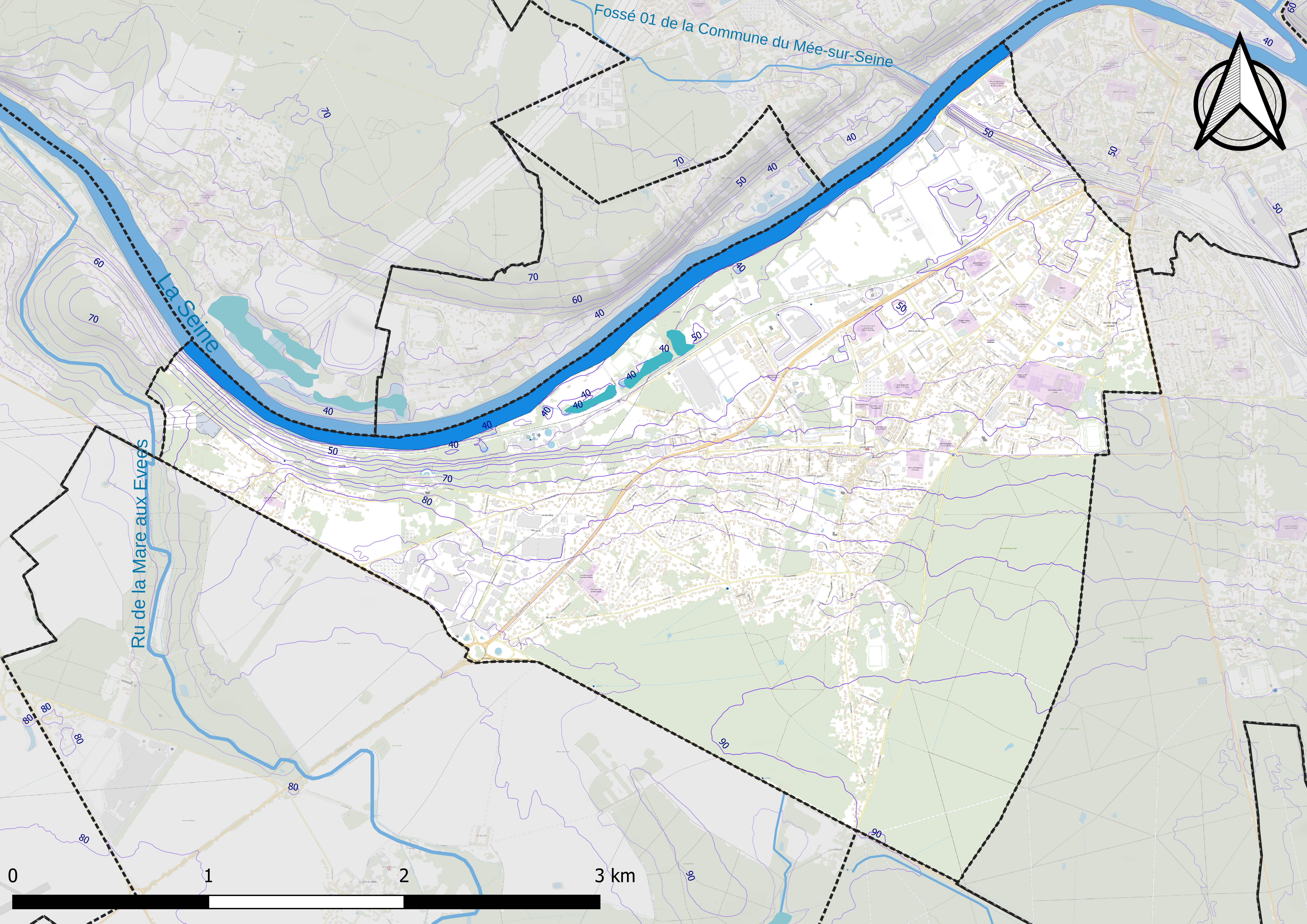
Carte du relief de Dammarie-les-Lys.
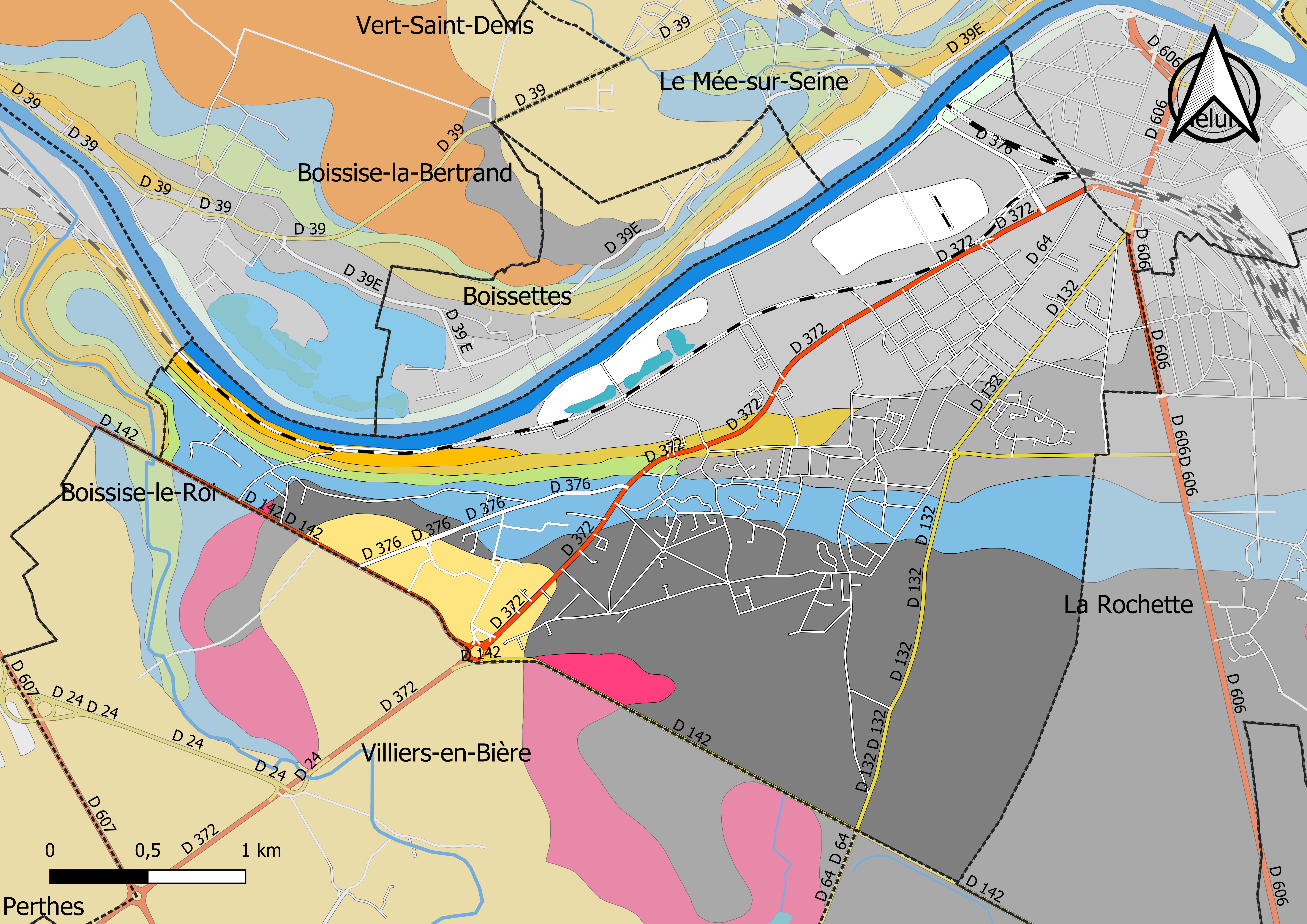
Carte géologique vectorisée et harmonisée de Dammarie-les-Lys.

|  | X :  | Dépôts anthropiques, remblais.                                                                               |
|  | LP : | Limon des plateaux de composition argilo-marneuse.                                                           |
|  | Fz : | Alluvions récentes : limons, argiles, sables, tourbes localement.                                            |
|  | Fy : | Alluvions anciennes (basse terrasse de 0–10 m) : sables et graviers colluvions alluvions et apports éoliens. |
|  | Fx : | Alluvions anciennes (moyenne terrasse de 10–20 m) : sables et graviers .                                     |
|  | Fv : | Alluvions anciennes (terrasse de 45–55 m) : sables et graviers (= Cailloutis de Sénart).                     |

|  | g1AR : | Argile verte, Glaises à Cyrènes et/ou Marnes vertes et blanches (Argile verte de Romainville) . |
|  | g1CB : | Calcaire de Brie stampien et meulières plio-quaternaire indifférenciées.                        |
|  | g1SF : | Sables de Fontainebleau, accessoirement grès en place ou peu remanié (versant).                 |

|  | e7C :  | Calcaire de Champigny, Calcaire de Château-Landon, Marnes de Nemours.        |
|  | e7MS : | Marnes supragypseuses : Marnes blanches de Pantin Marnes bleues d'Argenteuil |

La commune est classée en zone de sismicité 1, correspondant à une sismicité très faible.

### Hydrographie

#### Réseau hydrographique

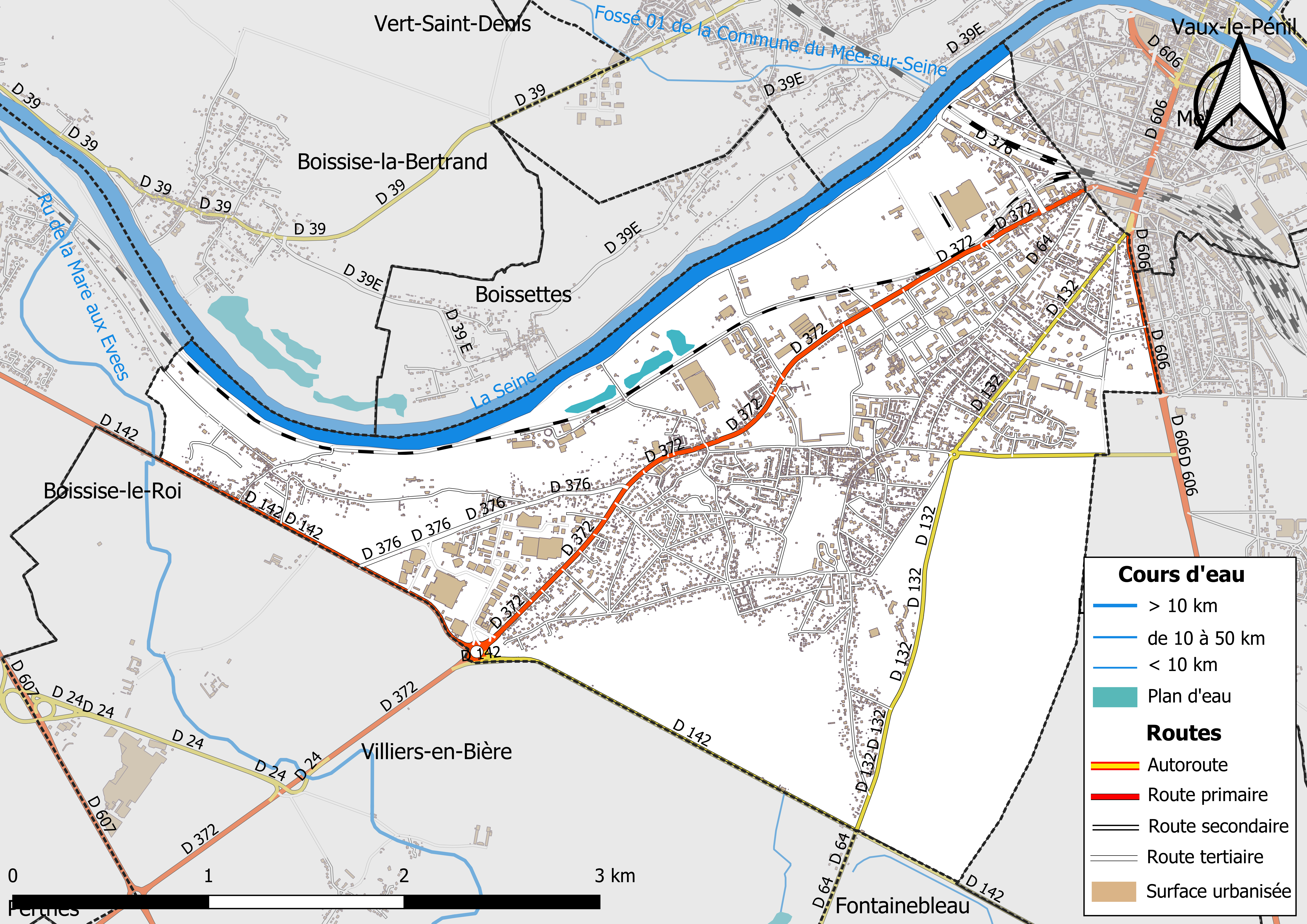
Carte des réseaux hydrographique et routier de Dammarie-les-Lys.

Le réseau hydrographique de la commune se compose d'un seul cours d'eau référencé : la Seine, fleuve long de 774,76 km, en bordure nord-ouest de la commune.
Sa longueur totale sur la commune est de 0,78 km.

#### Gestion des cours d'eau
Afin d’atteindre le bon état des eaux imposé par la Directive-cadre sur l'eau du 23 octobre 2000, plusieurs outils de gestion intégrée s’articulent à différentes échelles : le SDAGE, à l’échelle du bassin hydrographique, et le SAGE, à l’échelle locale. Ce dernier fixe les objectifs généraux d’utilisation, de mise en valeur et de protection quantitative et qualitative des ressources en eau superficielle et souterraine. Le département de Seine-et-Marne est couvert par six SAGE, au sein du bassin Seine-Normandie.
La commune fait partie du SAGE « Nappe de Beauce et milieux aquatiques associés », approuvé le 11 juin 2013. Le territoire de ce SAGE couvre deux régions, six départements et compte 681 communes, pour une superficie de 9 722 km2. Le pilotage et l’animation du SAGE sont assurés par le Syndicat mixte du pays Beauce Gâtinais en Pithiverais, qualifié de « structure porteuse ».

### Climat
Pour des articles plus généraux, voir Climat de l'Île-de-France et Climat de Seine-et-Marne.
En 2010, le climat de la commune est de type climat océanique dégradé des plaines du Centre et du Nord, selon une étude du CNRS s'appuyant sur une série de données couvrant la période 1971-2000. En 2020, Météo-France publie une typologie des climats de la France métropolitaine dans laquelle la commune est exposée à un climat océanique altéré et est dans la région climatique Sud-ouest du bassin Parisien, caractérisée par une faible pluviométrie, notamment au printemps (120 à 150 mm) et un hiver froid (3,5 °C).
Pour la période 1971-2000, la température annuelle moyenne est de 11,3 °C, avec une amplitude thermique annuelle de 15,4 °C. Le cumul annuel moyen de précipitations est de 692 mm, avec 11 jours de précipitations en janvier et 7,8 jours en juillet. Pour la période 1991-2020, la température moyenne annuelle observée sur la station météorologique la plus proche, située sur la commune de Seine-Port à 8 km à vol d'oiseau, est de 11,3 °C et le cumul annuel moyen de précipitations est de 673,1 mm,. Pour l'avenir, les paramètres climatiques de la commune estimés pour 2050 selon différents scénarios d'émission de gaz à effet de serre sont consultables sur un site dédié publié par Météo-France en novembre 2022.

### Milieux naturels et biodiversité

#### Espaces protégés
La protection réglementaire est le mode d’intervention le plus fort pour préserver des espaces naturels remarquables et leur biodiversité associée,.
La réserve de biosphère « Fontainebleau et Gâtinais », créée en 1998 et d'une superficie totale de 150 544 ha, est un espace protégé présent sur la commune. Cette réserve de biosphère, d'une grande biodiversité, comprend trois grands ensembles : une grande moitié ouest à dominante agricole, l’emblématique forêt de Fontainebleau au centre, et le Val de Seine à l’est. La structure de coordination est l'Association de la Réserve de biosphère de Fontainebleau et du Gâtinais, qui comprend un conseil scientifique et un Conseil Education, unique parmi les Réserves de biosphère françaises,,.

#### Réseau Natura 2000

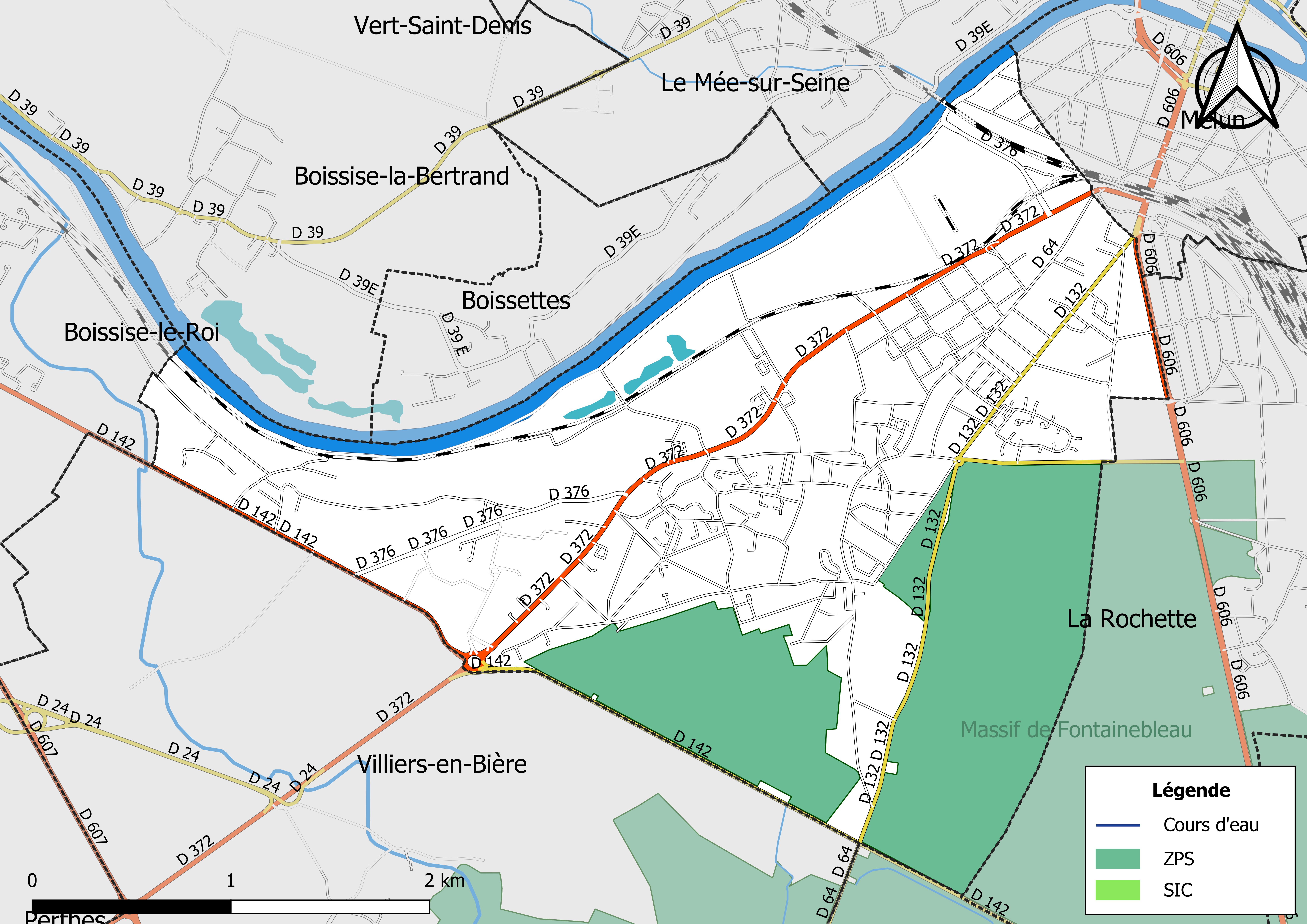
Sites Natura 2000 sur le territoire communal.

Le réseau Natura 2000 est un réseau écologique européen de sites naturels d’intérêt écologique élaboré à partir des Directives « Habitats » et « Oiseaux ». Ce réseau est constitué de Zones spéciales de conservation (ZSC) et de Zones de protection spéciale (ZPS). Dans les zones de ce réseau, les États Membres s'engagent à maintenir dans un état de conservation favorable les types d'habitats et d'espèces concernés, par le biais de mesures réglementaires, administratives ou contractuelles.
Un site Natura 2000 a été défini sur la commune, tant au titre de la « directive Habitats » que de la « directive Oiseaux » : le « Massif de Fontainebleau ». Cet espace constitue le plus ancien exemple français de protection de la nature. Les alignements de buttes gréseuses alternent avec les vallées sèches. Les conditions de sols, d'humidité et d'expositions sont très variées. La forêt de Fontainebleau est réputée pour sa remarquable biodiversité animale et végétale. Ainsi, elle abrite la faune d'arthropodes la plus riche d'Europe (3 300 espèces de coléoptères, 1 200 de lépidoptères) ainsi qu'une soixantaine d'espèces végétales protégées

#### Zones naturelles d'intérêt écologique, faunistique et floristique

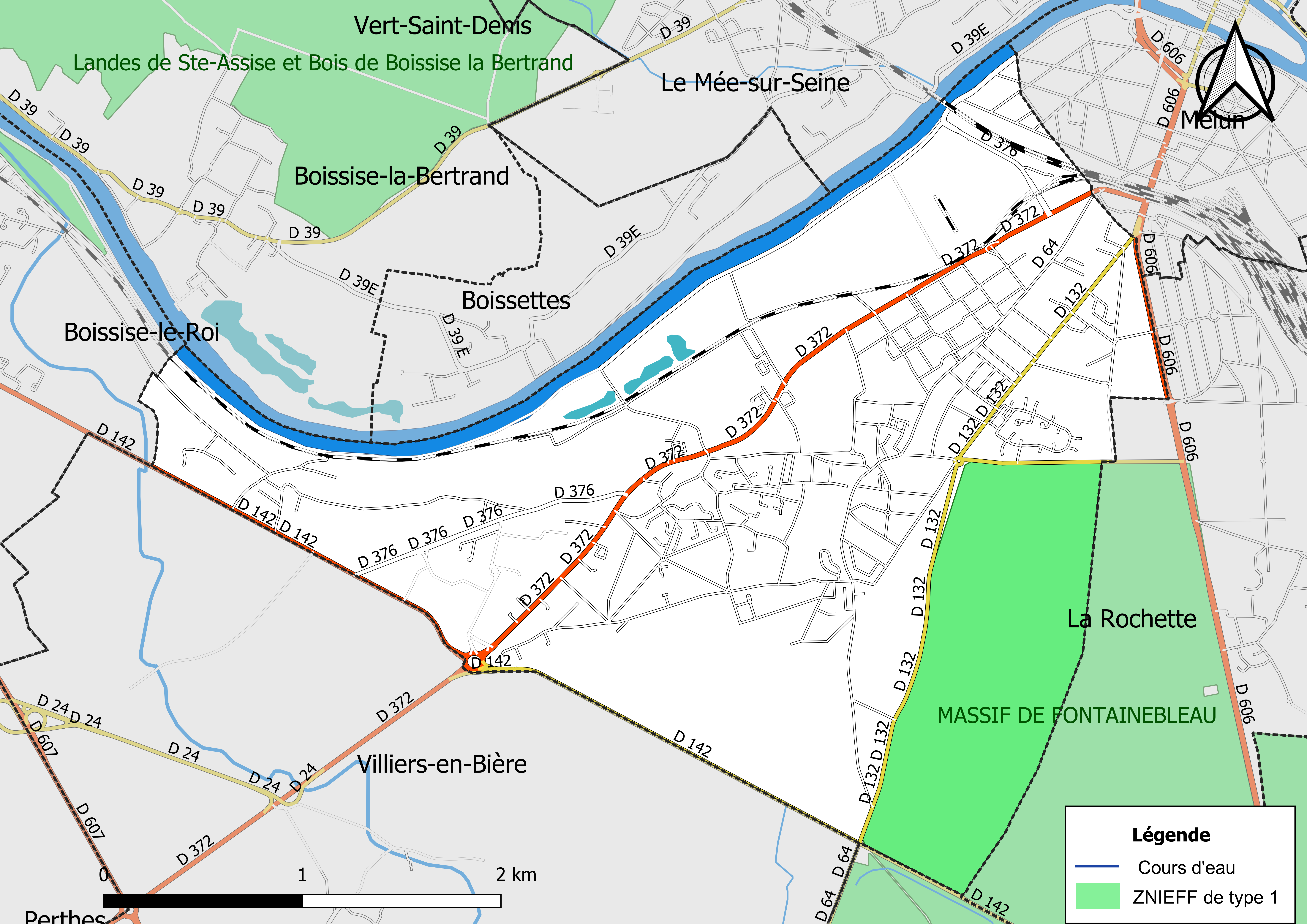
Carte des ZNIEFF de type 1 localisées sur la commune.

L’inventaire des zones naturelles d'intérêt écologique, faunistique et floristique (ZNIEFF) a pour objectif de réaliser une couverture des zones les plus intéressantes sur le plan écologique, essentiellement dans la perspective d’améliorer la connaissance du patrimoine naturel national et de fournir aux différents décideurs un outil d’aide à la prise en compte de l’environnement dans l’aménagement du territoire.
Le territoire communal de Dammarie-les-Lys comprend une ZNIEFF de type 1,,, 
le « Massif de Fontainebleau » (20 711,14 ha), couvrant 18 communes dont 17 en Seine-et-Marne et 1 dans l'Essonne.

## Urbanisme

### Typologie
Au 1er janvier 2024, Dammarie-les-Lys est catégorisée grand centre urbain, selon la nouvelle grille communale de densité à sept niveaux définie par l'Insee en 2022.
Elle appartient à l'unité urbaine de Paris, une agglomération inter-départementale regroupant 407  communes, dont elle est une commune de la banlieue,,. Par ailleurs la commune fait partie de l'aire d'attraction de Paris, dont elle est une commune d'un pôle secondaire,. Cette aire regroupe 1 929 communes,.

### Occupation des sols
L'occupation des sols de la commune, telle qu'elle ressort de la base de données européenne d’occupation biophysique des sols Corine Land Cover (CLC), est marquée par l'importance des territoires artificialisés (63,6 % en 2018), une proportion sensiblement équivalente à celle de 1990 (63 %). La répartition détaillée en 2018 est la suivante : 
zones urbanisées (43,31 %), 
forêts (31,16 %), 
zones industrielles ou commerciales et réseaux de communication (17,68 %), 
eaux continentales (3,95 %), 
espaces verts artificialisés, non agricoles (2,59 %), 
terres arables (1,31 %).
| Type d’occupation | 1990      | 1990    | 2018      | 2018    | Bilan    |
| --- | --------- | ------- | --------- | ------- | -------- |
| Territoires artificialisés (zones urbanisées, zones industrielles ou commerciales et réseaux de communication, mines, décharges et chantiers, espaces verts artificialisés ou non agricoles) | 644,95 ha | 62,99 % | 650,99 ha | 63,58 % | 6,04 ha  |
| Territoires agricoles (terres arables, cultures permanentes, prairies, zones agricoles hétérogènes)                                                                                          | 12,78 ha  | 1,25 %  | 13,39 ha  | 1,31 %  | 0,62 ha  |
| Forêts et milieux semi-naturels (forêts, milieux à végétation arbustive et/ou herbacée, espaces ouverts sans ou avec peu de végétation)                                                      | 325,69 ha | 31,81 % | 319,03 ha | 31,16 % | −6,66 ha |
| Surfaces en eau (eaux continentales, eaux maritimes) | 40,40 ha  | 3,95 %  | 40,40 ha  | 3,95 %  | 0 ha     |

Parallèlement, L'Institut Paris Région, agence d'urbanisme de la région Île-de-France, a mis en place un inventaire numérique de l'occupation du sol de l'Île-de-France, dénommé le MOS (Mode d'occupation du sol), actualisé régulièrement depuis sa première édition en 1982. Réalisé à partir de photos aériennes, le Mos distingue les espaces naturels, agricoles et forestiers mais aussi les espaces urbains (habitat, infrastructures, équipements, activités économiques, etc.) selon une classification pouvant aller jusqu'à 81 postes, différente de celle de Corine Land Cover,,. L'Institut met également à disposition des outils permettant de visualiser par photo aérienne l'évolution de l'occupation des sols de la commune entre 1949 et 2018.

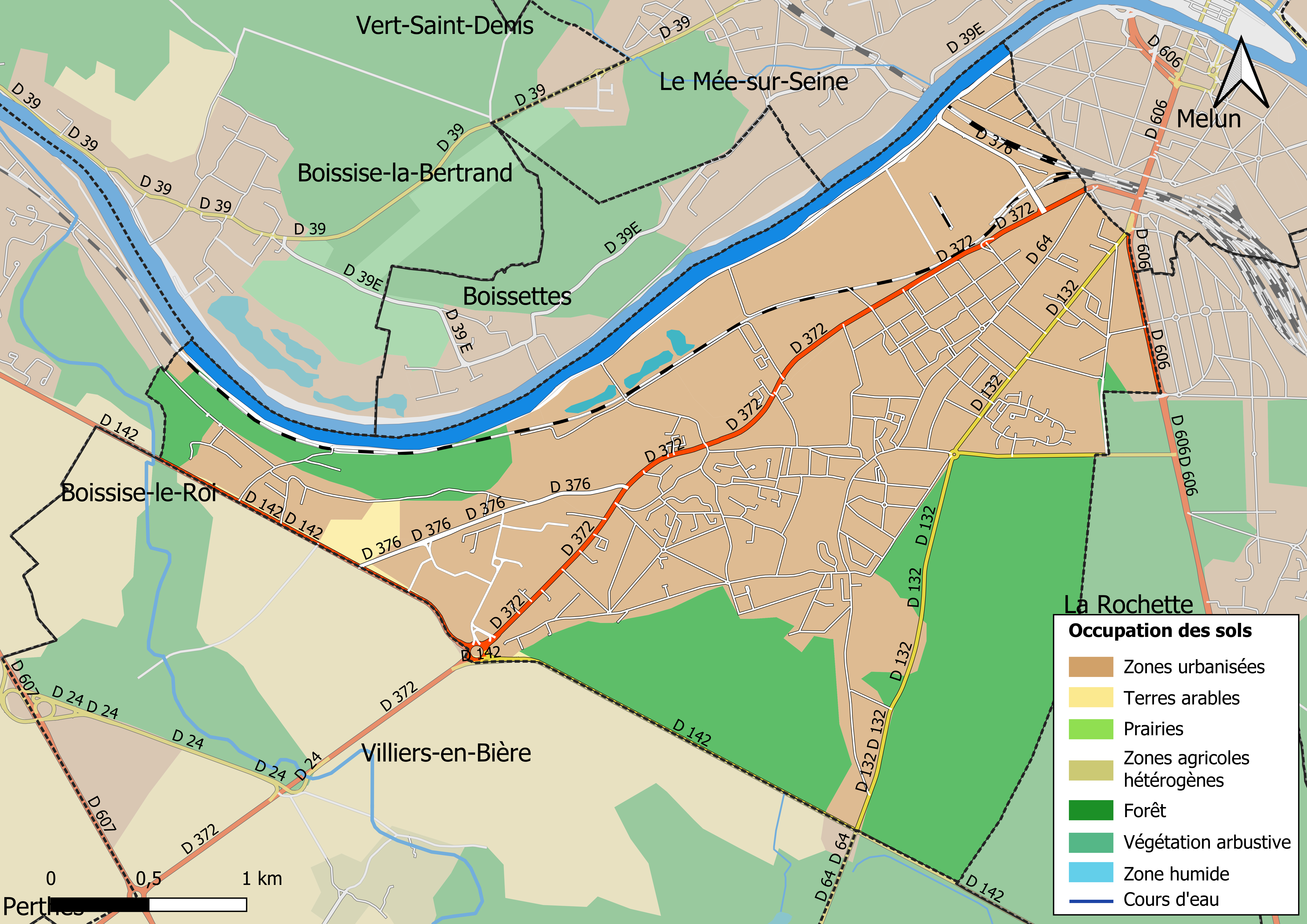
Carte des infrastructures et de l'occupation des sols en 2018 (CLC) de la commune.
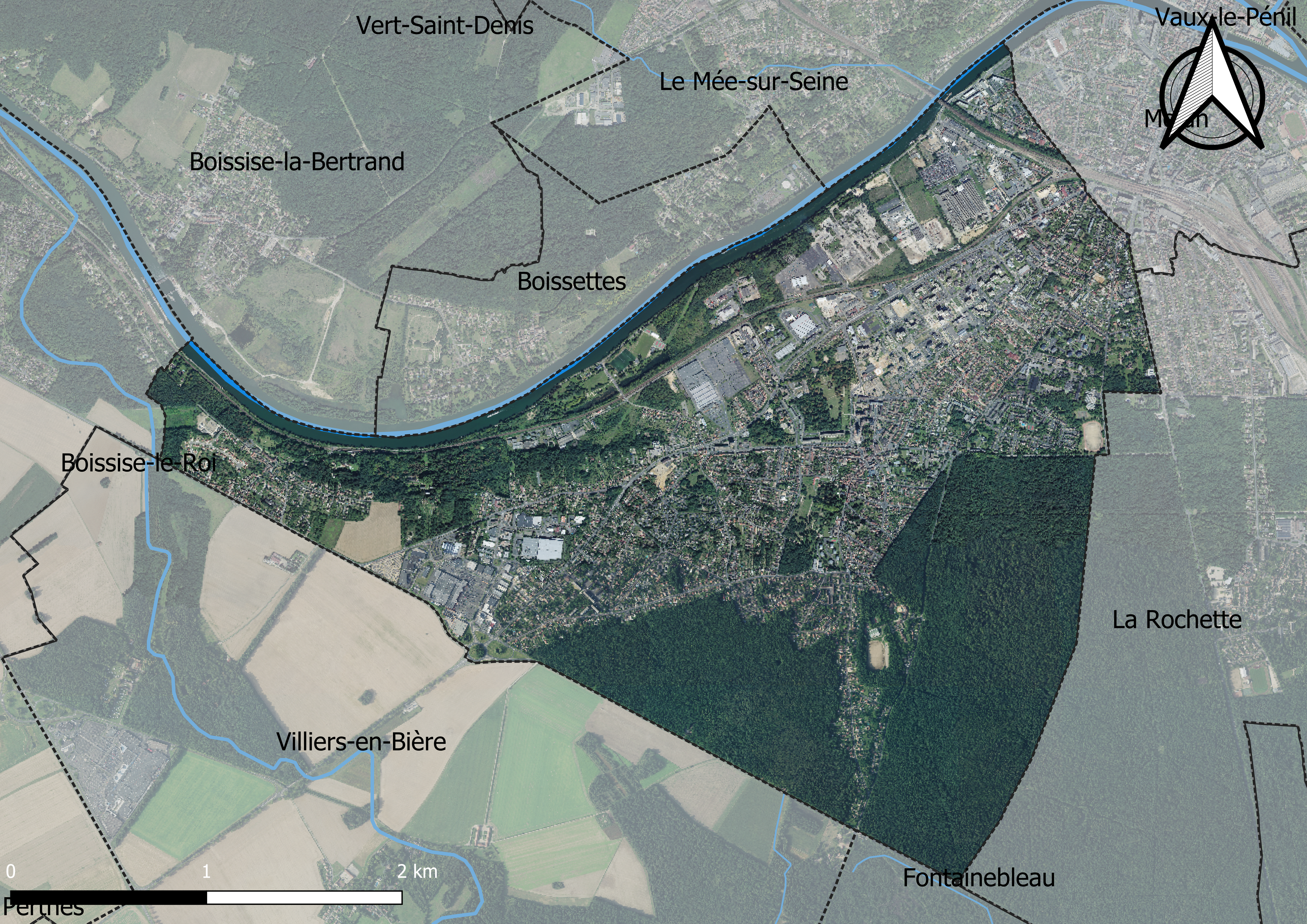
Carte orhophotogrammétrique de la commune.

### Planification
La loi SRU du 13 décembre 2000 a incité les communes à se regrouper au sein d’un établissement public, pour déterminer les partis d’aménagement de l’espace au sein d’un SCoT, un document d’orientation stratégique des politiques publiques à une grande échelle et à un horizon de 20 ans et s'imposant aux documents d'urbanisme locaux, les PLU (Plan local d'urbanisme). La commune est dans le territoire du SCOT Région melunaise, dont l'élaboration a été engagée de 2013 à 2015, puis poursuivie à partir de 2017 sur un périmètre différent et porté par la communauté d'agglomération Melun Val de Seine.
La commune ne disposait pas en 2019 de document d'urbanisme opérationnel et le règlement national d'urbanisme s'appliquait donc pour la délivrance des permis de construire.

### Lieux-dits et écarts

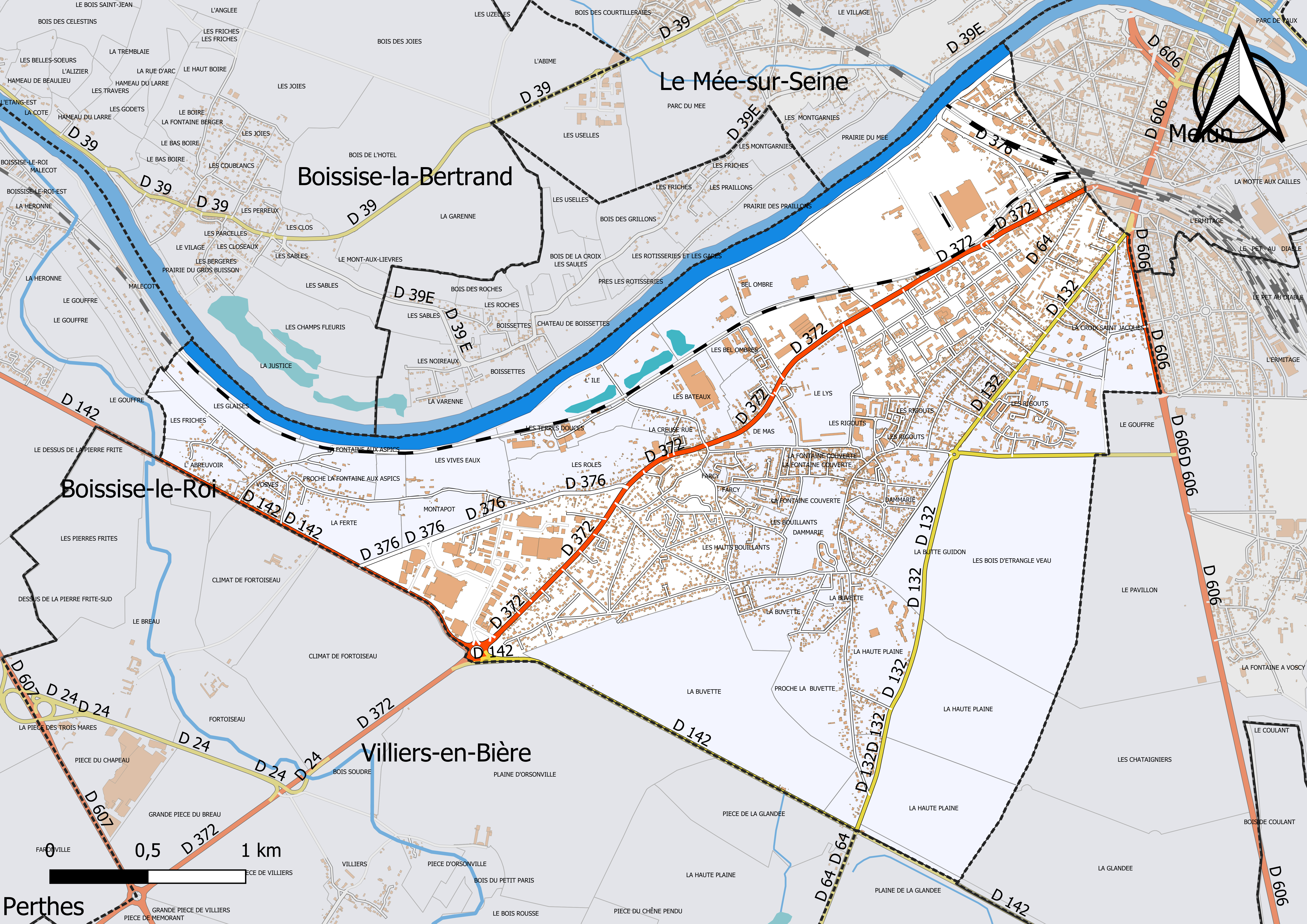
Carte du cadastre de la commune de Dammarie-les-Lys.

La commune compte 28 lieux-dits administratifs répertoriés consultables ici dont Vosves.

### Quartiers
La Justice, Farcy, la Plaine-du-Lys, la Croix-Saint-Jacques.

### Logement
En 2016, le nombre total de logements dans la commune était de 9 552 dont 36,8 % de maisons et 59,8 % d’appartements.
Parmi ces logements, 93,3 % étaient des résidences principales, 0,8 % des résidences secondaires et 5,8 % des logements vacants.
La part des ménages fiscaux propriétaires de leur résidence principale s’élevait à 44,9 % contre 53,7 % de locataires,, dont 35,8 % de logements HLM loués vides (logements sociaux) et 1,4 % logés gratuitement.

### Voies de communication et transports

#### Voies de communication
La ligne de chemin de fer de Corbeil-Essonnes à Montereau traverse le nord du territoire de la commune en longeant la rive gauche de la Seine.
Plusieurs routes départementales relient Dammarie-les-Lys aux communes voisines :
- la D 132, à Melun, au nord-est ; et à Villiers-en-Bière et à Fontainebleau, au sud ;
- la D 142, à Boissise-le-Roi, au nord-ouest ; et à Fontainebleau et à La Rochette, au sud-est ;
- la D 372, à Melun, au nord-est; et à Villiers-en-Bière, au sud-ouest.

#### Transports

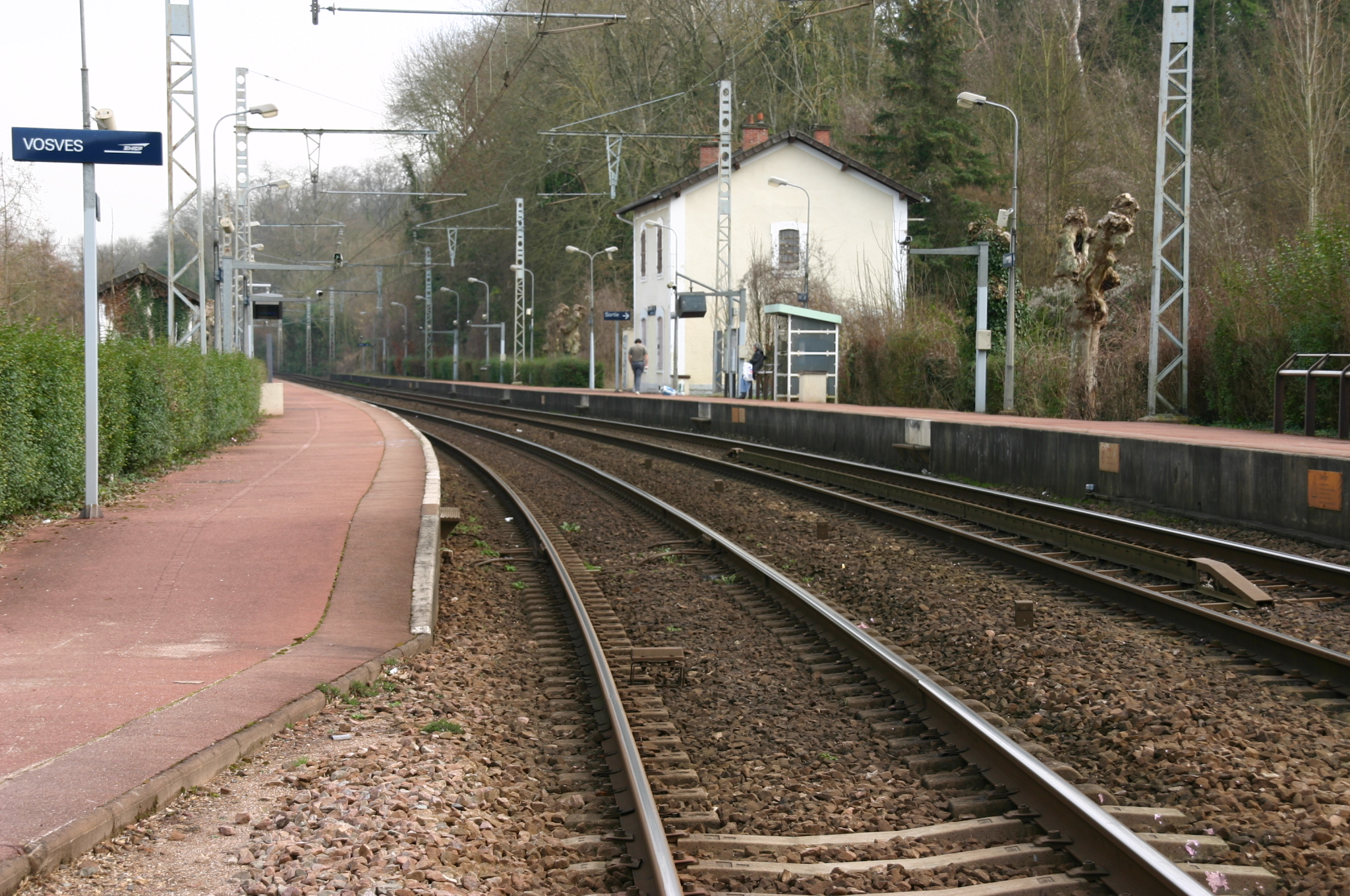
La gare de Vosves.

La gare de Vosves, située à l'ouest de la commune, est desservie par les trains de la ligne D du RER qui assurent des liaisons entre les gares de Corbeil-Essonnes et de Melun. La gare de Melun, située à quelques centaines de mètres au nord-est de Dammarie-les-Lys, est desservie par les trains de la ligne D qui relient Melun à Paris, ainsi que par les trains de la ligne R du Transilien qui relient Melun à Paris, à Montereau-Fault-Yonne et à Montargis.
La commune est desservie par plusieurs lignes de bus du réseau d'autobus d'Île-de-France :
- Trois lignes du réseau de bus Fontainebleau - Moret :
  - La ligne no 14, qui relie Saint-Martin-en-Bière à Melun (gare de Melun) ;
  - La ligne no 19, qui relie Arbonne-la-Forêt à Melun (gare de Melun) ;
  - La ligne no 111, qui relie Boissise-le-Roi à Perthes (collège) ;
- Onze lignes du réseau de bus Grand Melun :
  - La ligne 3601 (anciennement E), qui relie Villiers-en-Bière à Melun ;
  - La ligne 3602 (anciennement D), qui relie Melun (gare de Melun) au centre commercial du Champ-de-Foire de Melun ;
  - La ligne 3603 (anciennement L), qui relie Melun (gare de Melun) au centre commercial du Champ-de-Foire de Melun en sens inverse de la 3602 ;
  - La ligne 3604 (anciennement A), qui relie Melun à Saint-Fargeau-Ponthierry ;
  - La ligne 3607 (anciennement C et N fusionnées), qui relie Dammarie-les-Lys à Vaux-le-Pénil ;
  - La ligne 3611 (anciennement G) qui relie Melun (gare de Melun) à Villaroche Nord
  - La ligne 3612 (anciennement K), qui relie Melun (gare de Melun) à la gare routière de Melun ;
  - La ligne 3630 (anciennement O), qui relie Cesson à Dammarie-les-Lys ;
  - La ligne 3631 (anciennement V), qui relie Saint-Fargeau-Ponthierry (gare de Ponthierry - Pringy) à Melun (gare de Melun) ;
  - La ligne 3654 (anciennement S4), qui relie Boissise-le-Roi à Melun ;
  - La ligne 3661 (anciennement S11), qui relie Saint-Fargeau-Ponthierry à Dammarie-les-Lys ;
  - La ligne 3662 (anciennement S12), qui relie Saint-Fargeau-Ponthierry à la place des 3 horloges à Melun[39].

## Toponymie
Le nom de la localité est attesté sous les formes Danemarie en 1253, ; Domna Maria subtus Lilium vers 1350 (Pouillé) ; Dannemarie lez le Lys en 1379 ; Dannemarie en 1385 ; Dannemarie lez Meleun en 1454 ; Dammarie sur le Lis en 1695; Dammarie les Fontaines en 1793 pendant la Révolution française, ; Dammarie en l'an IX.
L'hagiotoponyme caché de la commune provient d'un oratoire dédié à la Vierge Marie. Le préfixe dam, similaire au titre dom, marque la sainteté, comme dans les nombreux lieux-dits Dammartin par exemple. Dammarie est donc un hagiotoponyme caché, qui peut être mis en évidence par la graphie « Dame Marie (mère de Jésus) ».
À Dammarie est accolé, à l'aide de la préposition lès, le nom de l'abbaye du Lys, qui est située sur le territoire de la paroisse. Historiquement, on a donc Dammarie-lès-Lys, qui signifie l'oratoire de la Vierge situé à côté de l'abbaye du Lys.
De nos jours, on écrit Dammarie-les-Lys (sans accent). Cette orthographe est reprise par le Code géographique français et est donc la seule orthographe officielle.

## Histoire

### De l'Antiquité à la Résistance
Dammarie-les-Lys existait déjà (sous une forme différente) dans l'Antiquité mais est mentionnée dès le Xe siècle.
Le village était formé de plusieurs hameaux : Dammarie-lès-Lys, Vosves et Farcy-lès-Lys.
La ville comporte les ruines de l'abbaye royale du Lys, abbaye cistercienne pour femmes, fondée en 1251 par Blanche de Castille et Saint Louis.
Sa construction débuta en 1244 et se termina vers 1253 sur une ancienne parcelle de vigne. En 1252, Blanche de Castille y fit sa dernière aumône. L'abbaye fut saccagée par les révolutionnaires vers 1793. Vendue en 1797, elle continua à se délabrer malgré les différentes restaurations entreprises.
Dammarie-lès-Lys entrera définitivement dans le XXe siècle avec l'apparition de l'industrie sur ses terres.
La fonderie Delatre & Frouard fut édifiée en 1911 par Pierre Courtier et inaugurée en 1917. Elle se situait à l'emplacement de l'ancienne fonderie Frébault. En 1949, elle se changea en laminoir. Sa fermeture définitive intervint en 1965. De cette société naîtra un ensemble de maisons individuelles construites après la Première Guerre mondiale en 1919.
La confiserie-chocolaterie Jacquin fut inaugurée en 1872. Elle se situait sur l'avenue de Chailly. L'entreprise fut cédée au groupe Perrier en 1962, puis une fusion d'entreprise s'opéra 1968 avec un déménagement sur Le Mée-sur-Seine en 1971. Sa fermeture définitive intervînt en 1980.
L'usine Everitube fut édifiée en 1927. Sa fermeture définitive intervint en 1996.
En 1959, un arrêté ministériel met en place la zone à urbaniser en priorité (ZUP) de la Plaine du Lys : 2 359 logements sont construits de 1965 à 1973. Louis Arretche, architecte ayant déjà officié dans les quartiers nord de Melun, en est l'urbaniste en chef. Elle regroupe de nos jours près de la moitié des habitants de la ville.
Les premières constructions se cantonnèrent aux alentours de l'abbaye puis sur le site des anciennes cités de l'usine Delattre et Frouard à partir de 1972. Plutôt que de réhabiliter le quartier le maire de l'époque a préféré y édifier un ensemble d'immeubles à l'image des villes voisines alors que le tissu industriel était déjà sur le déclin avec la fermeture définitive des fonderies Delattre et Frouard (+/- 800 pers.) en 1965, Ideal Standard (environ 1 200 pers.) en 1975 et le déménagement de la confiserie Jacquin en 1971.
En 1997, le quartier de la Plaine du Lys connaît de violentes émeutes à la suite du décès d'un jeune de la cité (Abdelkader Bouziane) lors d'une intervention de police. En 2002, deux autres jeunes de la ville, Xavier Dem et Mohamed Berrichi, décédèrent à deux jours d'intervalle, toujours dans le cadre d'opérations de police. S'ensuivit alors une longue bataille judiciaire et médiatique entre la municipalité et l'association Bouge qui bouge notamment, qui a fait l'objet d'un reportage sur Canal+, dans l'émission 90 minutes. Tour à tour l'OPHLM, puis la mairie et son maire Jean-Claude Mignon, furent condamnés à l'issue des actions en justice intentées par l'association Bouge qui bouge[réf. nécessaire].
De 2011 à février 2014, la ville accueillait un parc d'attractions situé sur le terrain de la Cartonnerie, « Ty' Bamboo », dont les attractions étaient conçues pour des enfants entre 0 et 12 ans et dont Marcel Campion était le créateur[réf. nécessaire].

### Dans laRésistance
Un groupe de Résistants était formé dans la ville durant la Seconde Guerre mondiale (1939-1945).

## Politique et administration

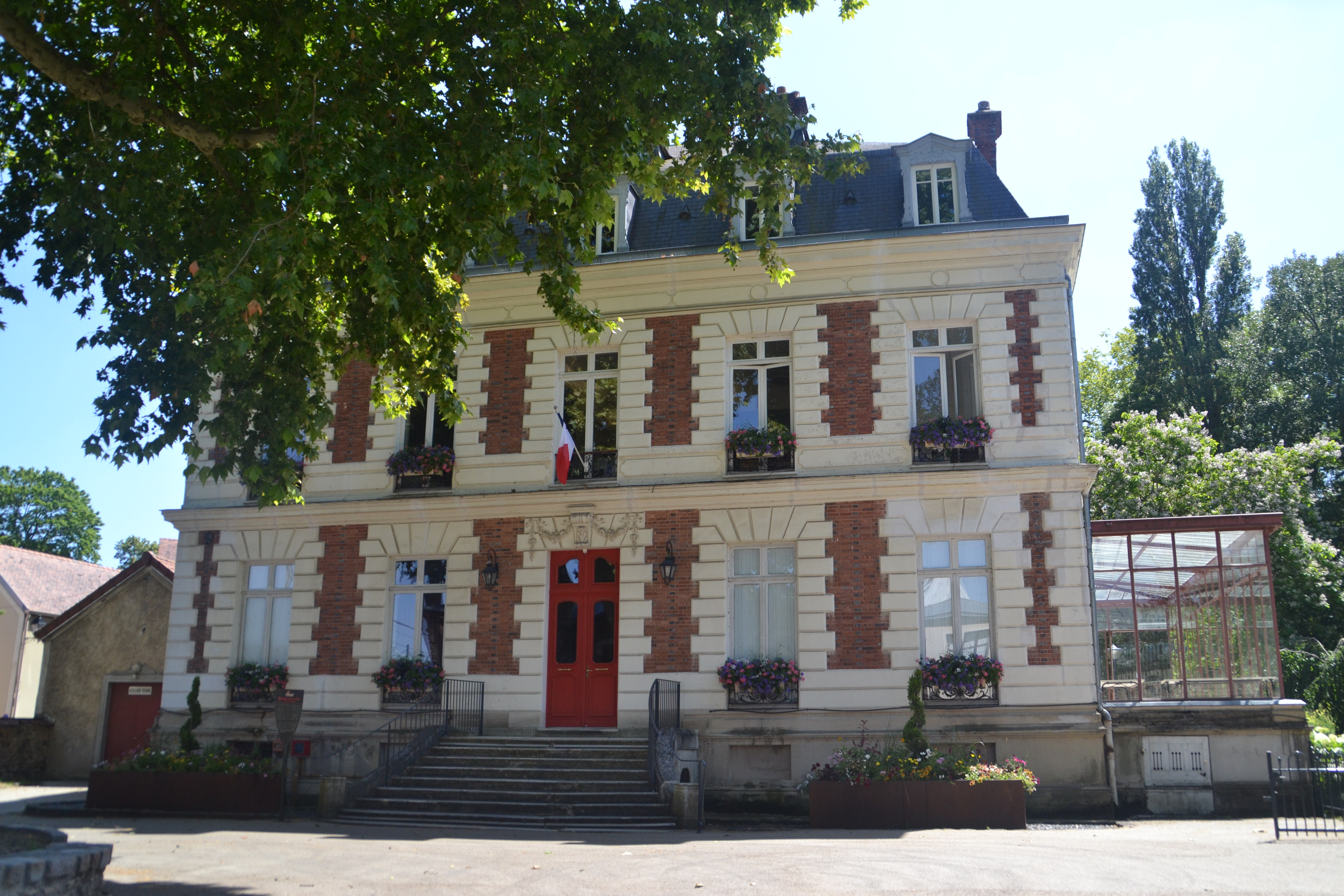
L'hôtel de ville.

### Rattachements administratifs et électoraux
La commune se trouve dans l'arrondissement de Melun du département de Seine-et-Marne. Pour l'élection des députés, elle fait partie de la première circonscription de Seine-et-Marne.
Elle faisait partie de 1801 à 1975 du canton de Melun-Sud, année où elle intègre le canton de Perthes. Dans le cadre du redécoupage cantonal de 2014 en France, la commune est désormais rattachée au canton de Saint-Fargeau-Ponthierry.
La commune est rattachée au tribunal de Melun.

### Intercommunalité
La commune a adhéré en 1997 au DAM - District de l'Agglomération Melunaise (ancien District Melun – Le-Mée-sur-Seine), qui s'est transformé en 2002 en communauté d'agglomération sous le nom de la communauté d'agglomération Melun Val de Seine.

### Tendances politiques et résultats
La ville, gérée depuis 1959 par le parti communiste, est passée à droite en 1983.

### Liste des maires
| Période       | Période                         | Identité           | Étiquette    | Qualité |
| ------------- | ------------------------------- | ------------------ | ------------ | --- |
| octobre 1947  | mars 1959                       | Jean Sauret        |              | |
| mars 1959     | novembre 1964 (décès)           | Marcel Pouvreau    | PCF          | Préparateur en pharmacie puis journaliste |
| décembre 1964 | mars 1977                       | Maryvonne Pouvreau | PCF          | Institutrice, épouse du précédent Réélue en 1965 et 1971 |
| mars 1977     | février 1983 (décès)            | Robert Laporte,    | PCF          | Ouvrier EDF, résistant Maire-adjoint de Vitry-sur-Seine (1959 → 1977) |
| mars 1983     | mars 2014                       | Jean-Claude Mignon | RPR puis UMP | Directeur d'entreprise Député de Seine-et-Marne (1re circ.) (1988 → 2017) Conseiller général de Perthes (1982 → 1995) Président de l'Assemblée parlementaire du Conseil de l'Europe (2012 → 2014) Réélu en 1984, 1989, 1995, 2001 et 2008 |
| mars 2014,    | En cours (au 11 septembre 2024) | Gilles Battail     | UMP-LR       | Docteur vétérinaire, chef d'entreprise Conseiller régional d'Île-de-France (2015 → ) 1er vice-président de la CA Melun Val de Seine Réélu pour le mandat 2020-2026                                                                        |

### Jumelages

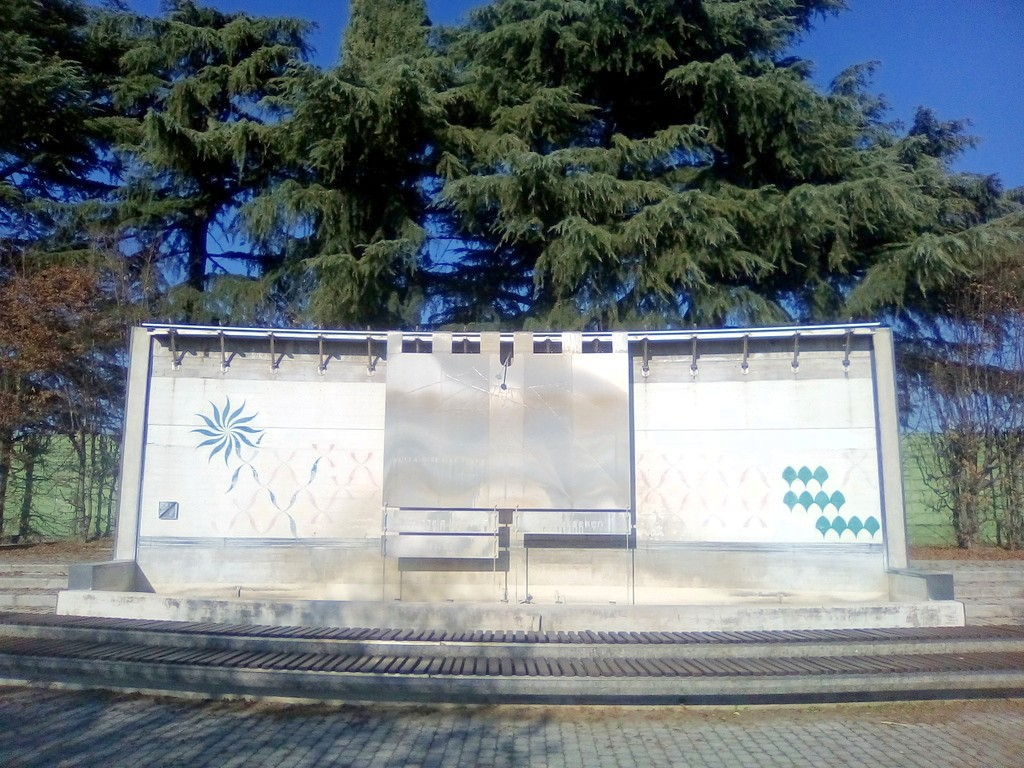
Montebelluna - Fontaine de la place Dammarie-les-Lys

| Ville | Ville             | Pays | Pays      | Période                  |
| ----- | ----------------- | ---- | --------- | ------------------------ |
|       | Arcos de Valdevez |      | Portugal  | depuis le 24 juin 2000   |
|       | Eppelheim         |      | Allemagne | depuis le 3 octobre 1996 |
|       | Montebelluna      |      | Italie    | depuis le 3 mai 1986     |
|       | Tata              |      | Hongrie   | depuis le 23 mai 1993    |

.

## Équipements et services

### Eau et assainissement
L’organisation de la distribution de l’eau potable, de la collecte et du traitement des eaux usées et pluviales relève des communes. La loi NOTRe de 2015 a accru le rôle des EPCI à fiscalité propre en leur transférant cette compétence. Ce transfert devait en principe être effectif au 1er janvier 2020, mais la loi Ferrand-Fesneau du 3 août 2018 a introduit la possibilité d’un report de ce transfert au 1er janvier 2026,.

#### Assainissement des eaux usées
En 2020, la gestion du service d'assainissement collectif de la commune de Dammarie-les-Lys est assurée par la communauté d'agglomération Melun Val de Seine (CAMVS) pour la collecte, le transport et la dépollution. Ce service est géré en délégation par une entreprise privée, dont le contrat arrive à échéance le 31 décembre 2023,,.
L’assainissement non collectif (ANC) désigne les installations individuelles de traitement des eaux domestiques qui ne sont pas desservies par un réseau public de collecte des eaux usées et qui doivent en conséquence traiter elles-mêmes leurs eaux usées avant de les rejeter dans le milieu naturel. La communauté d'agglomération Melun Val de Seine (CAMVS) assure pour le compte de la commune le service public d'assainissement non collectif (SPANC), qui a pour mission de vérifier la bonne exécution des travaux de réalisation et de réhabilitation, ainsi que le bon fonctionnement et l’entretien des installations,.

#### Eau potable
En 2020, l'alimentation en eau potable est assurée par la commune qui en a délégué la gestion à une entreprise privée, dont le contrat expire le 31 décembre 2034,,.

## Population et société

### Démographie
L'évolution du nombre d'habitants est connue à travers les recensements de la population effectués dans la commune depuis 1793. Pour les communes de plus de 10 000 habitants les recensements ont lieu chaque année à la suite d'une enquête par sondage auprès d'un échantillon d'adresses représentant 8 % de leurs logements, contrairement aux autres communes qui ont un recensement réel tous les cinq ans,.

En 2022, la commune comptait 23 252 habitants, en évolution de +6,22 % par rapport à 2016 (Seine-et-Marne : +3,92 %, France hors Mayotte : +2,11 %).
| 1793 | 1800 | 1806 | 1821 | 1831 | 1836 | 1841 | 1846 | 1851 |
| ---- | ---- | ---- | ---- | ---- | ---- | ---- | ---- | ---- |
| 601  | 677  | 613  | 719  | 802  | 880  | 894  | 882  | 905  |

| 1856 | 1861 | 1866  | 1872  | 1876  | 1881  | 1886  | 1891  | 1896  |
| ---- | ---- | ----- | ----- | ----- | ----- | ----- | ----- | ----- |
| 936  | 999  | 1 097 | 1 209 | 1 219 | 1 284 | 1 447 | 1 552 | 1 683 |

| 1901  | 1906  | 1911  | 1921  | 1926  | 1931  | 1936  | 1946  | 1954  |
| ----- | ----- | ----- | ----- | ----- | ----- | ----- | ----- | ----- |
| 1 734 | 1 947 | 2 191 | 2 755 | 3 441 | 5 074 | 4 893 | 5 861 | 7 057 |

| 1962   | 1968   | 1975   | 1982   | 1990   | 1999   | 2006   | 2011   | 2016   |
| ------ | ------ | ------ | ------ | ------ | ------ | ------ | ------ | ------ |
| 10 246 | 12 057 | 19 741 | 19 794 | 21 148 | 20 659 | 20 838 | 20 661 | 21 891 |

| 2021   | 2022   | - | - | - | - | - | - | - |
| ------ | ------ | - | - | - | - | - | - | - |
| 22 845 | 23 252 | - | - | - | - | - | - | - |

Le graphique montre bien l'industrialisation de la commune à partir du début du XXe siècle qui a entraîné l'arrivée d'une population importante. La construction des grands ensembles de l'Abbaye (années 1950) et de la Plaine du Lys (années 1970) font également progresser la population de plusieurs milliers d'habitants à ces périodes.

### Enseignement
Dammarie-les-Lys est située dans l'académie de Créteil.
La ville administre six écoles maternelles et six écoles élémentaires communales.
Le département de Seine-&-Marne gère 2 collèges.
La région d'Île-de-France gère 1 lycée.

#### Enseignement public
- Écoles primaires[Quand ?]

Les 6 primaires sont François-de-Tessan, René-Coty, Paul-Doumer, Vosves, Maurice-de-Seynes, Henri-Wallon.
- Collèges[Quand ?]

Les deux collèges sont Georges-Politzer, Robert-Doisneau.
- Lycée[Quand ?]

Un lycée polyvalent Fréderic-Joliot-Curie.

#### Enseignement privé
- Les deux écoles privées sont Sainte-Marie, École adventiste du Lys[Quand ?].

### Santé
La commune possédait autrefois la Clinique de l'Ermitage située au centre-ville, qui s'est ralliée aujourd'hui avec l'hôpital de Melun.[réf. nécessaire].

### Sports

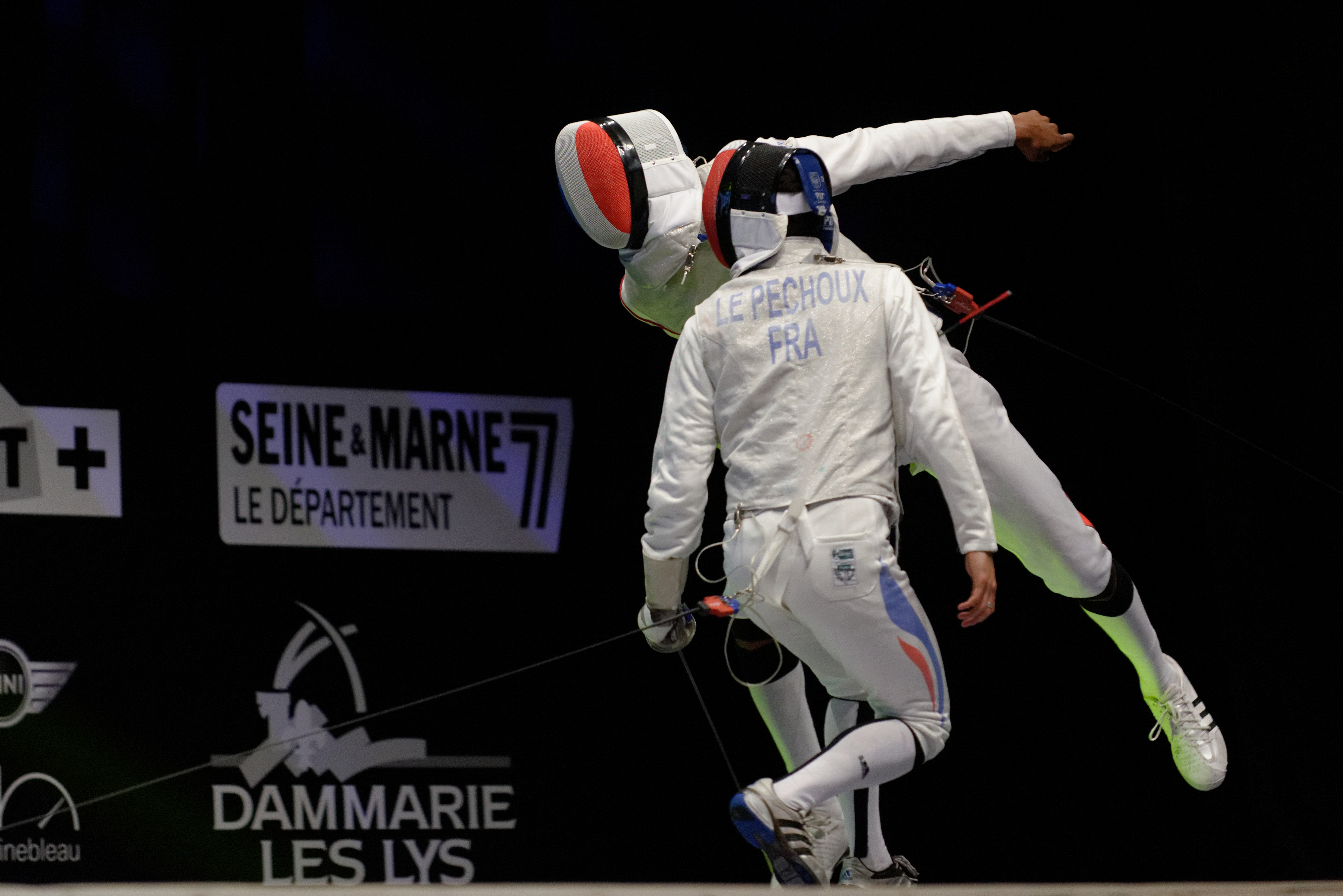
Combat au master d'escrime 2013 qui s'est déroulé à l'EPB (espace Pierre-Bachelet).

Hockey sur glace : les Caribous de Seine-et-Marne sont le seul club de hockey à évoluer dans le département, ils jouent à « La Cartonnerie ». Ils sont les héritiers du « Lys Hockey Club ».
Patinage artistique : le Club des sports de glace est le seul club de patinage artistique de Seine-et-Marne. Parmi ses licenciés figurent les champions de France Yrétha Silete en « Dames » et Morgan Ciprès en « Couple » avec sa partenaire Vanessa James.
Taekwondo : ESD taekwondo est un club de taekwondo se localisant à Dammarie-lès-Lys.
Natation : Jean Boiteux est une piscine semi olympique. C'est aussi la piscine municipale, un club y est présent et des cours y sont enseignés. Dans cette piscine, il y a aussi possibilité de nager sans s'inscrire dans le club.
Un club de football, de voile (FFV), de basket-ball, de cyclisme, de karaté notamment, y sont implantés.

### Équipements culturels et sportifs

#### La Cartonnerie
- 8 000 m2 entièrement consacrés au 7e art : 10 salles de cinéma dont 3 salles numériques permettant la diffusion de films en 3D, de 128 à 442 places pour accueillir 2 150 spectateurs au total. Le complexe possède aussi une partie consacrée aux jeux vidéo et d’arcades.
- Un des plus grands kartings in door d’Europe

Surface de près de 4 000 m2 - un circuit de 500 m de développé - des karts de toute dernière génération - un espace détente avec écrans géants - à l’étage, un espace réunion destiné aux séminaires des entreprises.
- Un bowling et des billards

Sur 3 000 m2 - 24 pistes de bowling - 10 billards anglais - espace jeux d’arcades
- Une patinoire

Sur 4 000 m2 - une piste sportive (56 × 26 m) - une seconde piste plus ludique.
- Des restaurants

Dans cet ensemble, on trouve de nombreux restaurants de diverses cultures culinaires, comme chinoise, japonaise, italienne ou française.
- L'Espace Pierre-Bachelet [EPB]

Dans le complexe de la Cartonnerie, une salle de spectacles de 2 000 places et de nombreux espaces sportifs ont été construits pour les associations dammariennes, entre autres. Il s'agit de la plus grande salle de spectacle de Seine-et-Marne.
- Deux autres structures s’installent également à la Cartonnerie : la Caisse Primaire d’Assurance Maladie et l’Institut RISE qui propose des formations.

### Manifestations culturelles et festivités
Dans la ville est organisée « L'estival du Lys » depuis 2018.
Le 14 juillet a lieu un feu d'artifice, comme dans de nombreuses villes de France.

### Médias
Le quotidien régional Le Parisien, dans son édition locale Seine-et-Marne, ainsi que l’hebdomadaire La République de Seine-et-Marne, relatent les informations locales.
La commune est en outre dans le bassin d’émission des chaînes de télévision France 3 Paris Île-de-France et d'IDF1.
L’information institutionnelle est assurée par plusieurs publications périodiques : le « Lys mag », journal municipal d’information diffusé par la ville ; le magazine d’information de la communauté d'agglomération Melun Val de Seine ; Seine-et-Marne Magazine, mensuel diffusé par le conseil départemental de Seine-et-Marne et le Journal du Conseil régional, bimensuel diffusé par le conseil régional d'Île-de-France73.

### Cultes
Dans la ville sont bâtis une église catholique dans le centre-ville, une chapelle polonaise et une mosquée[réf. nécessaire].

## Économie

### Revenus de la population et fiscalité
En 2017, le nombre de ménages fiscaux de la commune était de 8798 (dont 50 % imposés), représentant 21 251 personnes et la médiane du revenu disponible par unité de consommation de 20 310 euros.
Le taux de pauvreté de la ville atteint près de 21 % en 2019, contre 14,6 % pour la moyenne nationale, tandis que plus du tiers de la population communale vit en quartier prioritaire,.

### Emploi
Il y a une antenne du Pôle emploi.
En 2017 , le nombre total d’emplois dans la zone était de 6 357, occupant 8 393 actifs  résidants.
Le taux d'activité de la population (actifs ayant un emploi) âgée de 15 à 64 ans s'élevait à 60,6 % contre un taux de chômage de 11,8 %.
Les 27,7 % d’inactifs se répartissent de la façon suivante : 10,4 % d’étudiants et stagiaires non rémunérés, 5,1 % de retraités ou préretraités et 12,1 % pour les autres inactifs.

### Entreprises et commerces
En 2015, le nombre d'établissements actifs était de 1 346 dont 6 dans l'agriculture-sylviculture-pêche, 55 dans l’industrie, 187 dans la construction, 894 dans le commerce-transports-services divers et 204  étaient relatifs au secteur administratif.
Ces établissements ont pourvu 5 298 postes salariés.

#### Supermarchés
La commune compte un Aldi, un E.Leclerc, ainsi qu'Ines market, un Exo-mama et Marka maket.

#### Magasins non-alimentaires
La commune compte un Jardiland, un Distri-center, un Bricoman, une Foir'Fouille, un Cuisinella, un Schmidt, un Norauto et un Speedy[Quand ?]

### Secteurs d'activité

#### Agriculture
Dammarie-les-Lys est dans la petite région agricole dénommée le « Pays de Bière et Forêt de Fontainebleau », couvrant le Pays de Bière et la forêt de Fontainebleau. En 2010, aucune orientation technico-économique de l'agriculture ne se dégage sur la commune.
Si la productivité agricole de la Seine-et-Marne se situe dans le peloton de tête des départements français, le département enregistre un double phénomène de disparition des terres cultivables (près de 2 000 ha par an dans les années 1980, moins dans les années 2000) et de réduction d'environ 30 % du nombre d'agriculteurs dans les années 2010. Cette tendance se retrouve au niveau de la commune où le nombre d’exploitations est passé de 2 en 1988 à 0 en 2010.
Le tableau ci-dessous présente les principales caractéristiques des exploitations agricoles de Dammarie-les-Lys, observées sur une période de 22 ans : 
|                                      | 1988 | 2000 | 2010 |
| ------------------------------------ | ---- | ---- | ---- |
| Dimension économique,                |      |      |      |
| Nombre d’exploitations (u)           | 2    | 0    | 0    |
| Travail (UTA)                        | 5    | 0    | 0    |
| Surface agricole utilisée (ha)       | 0    | 0    | 0    |
| Cultures                             |      |      |      |
| Terres labourables (ha)              | 0    | 0    | 0    |
| Céréales (ha)                        | 0    |      |      |
| dont blé tendre (ha)                 | 0    |      |      |
| dont maïs-grain et maïs-semence (ha) | 0    |      |      |
| Tournesol (ha)                       | 0    |      |      |
| Colza et navette (ha)                | 0    |      |      |
| Élevage                              |      |      |      |
| Cheptel (UGBTA)                      | 33   | 0    |      |

## Culture locale et patrimoine

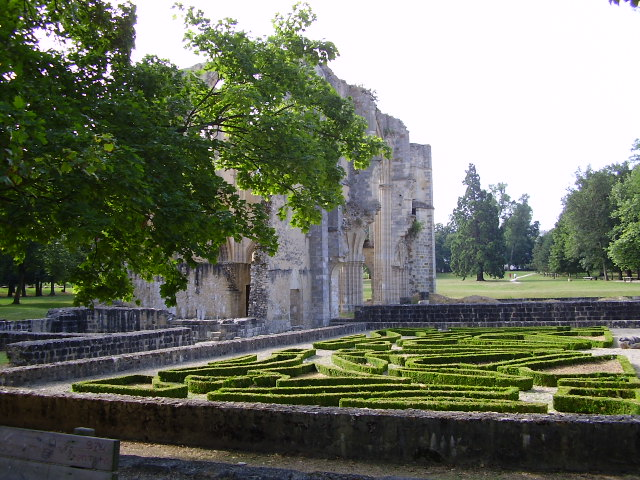
Vue des ruines de l'abbaye royale du Lys.

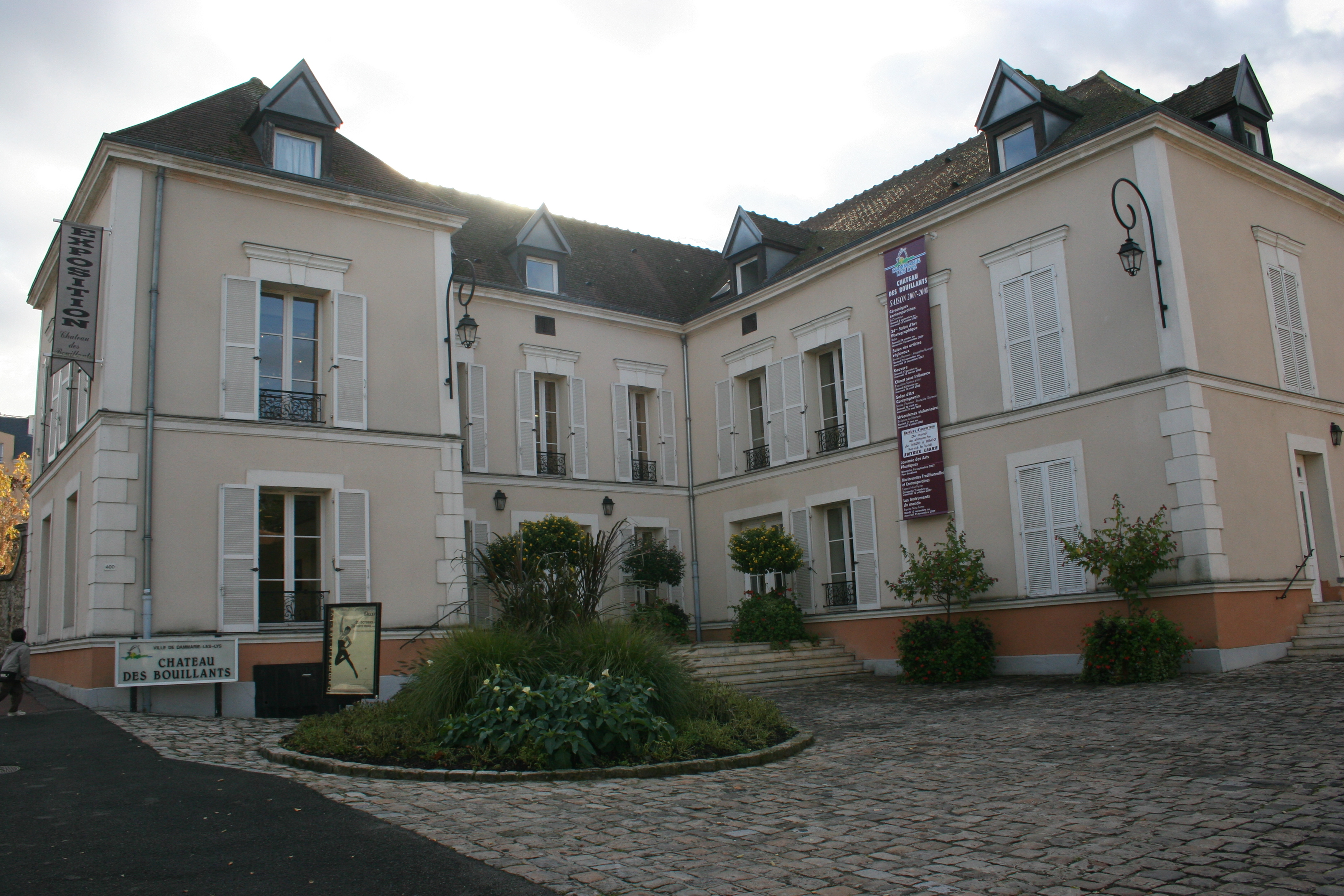
Le château des Bouillants.

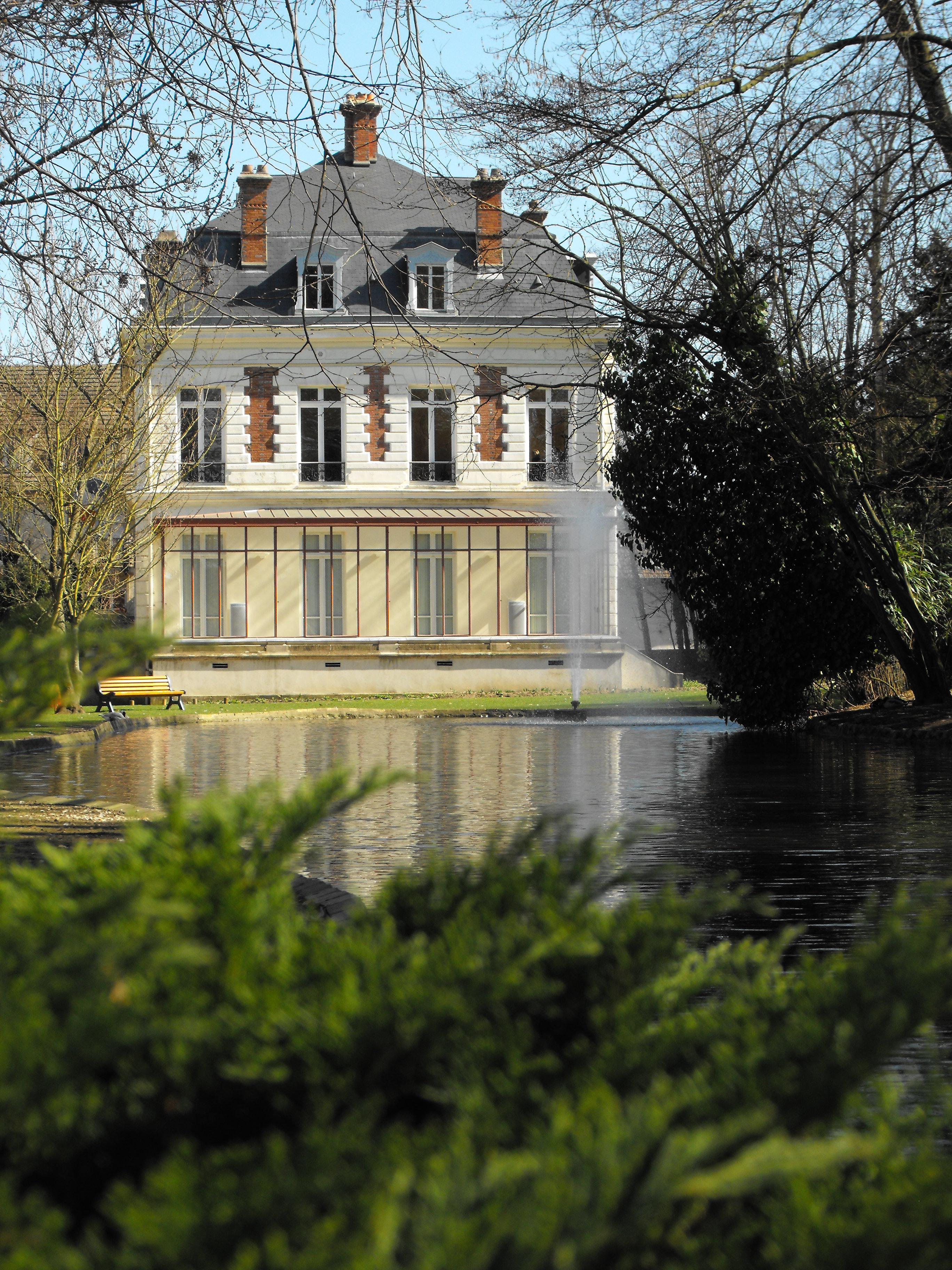
Le château de Soubiran.

### Lieux et monuments
- Ruines de l'abbaye royale du Lys

De l'abbaye cistercienne fondée par la reine de France Blanche de Castille (mère du roi Louis IX) subsistent les ruines de l'église abbatiale valorisées par leur classement aux monuments historiques en 1934 et les jardins et parc qui les entourent (parc de l'abbaye).
Le ru du Lys a été recreusé en 2011.
- Le château du Lys

Ancien « pavillon des Hôtes » de l'abbaye, il fut le château de Victor de Fay de Latour-Maubourg. Après avoir été un centre aéré et une école maternelle sous le nom d'Arthur-Chaussy, il  abrite aujourd'hui le centre des musiques Didier Lockwood.
- Le château des Bouillants  48° 30′ 41″ N, 2° 37′ 57″ E

Le château des Bouillants est une ancienne maison de maître, comme on en construisait beaucoup à Dammarie-lès-Lys au XIXe siècle, pour ces familles fortunées qui venaient s’y détendre non loin de Paris. Le général Julien Loizillon y a vécu et y est décédé.
Nommé également château des Hauts-Bouillants et villa Kéranic, le château fut acheté par la ville en 1986. Restauré, il est devenu, depuis 1993, l’espace municipal d’expositions. C’est ainsi qu’il accueille, chaque saison, des expositions touchant des domaines aussi divers que la peinture, la sculpture, la photographie, mais aussi la gravure, les sciences et l’histoire.
- Le château de Soubiran  48° 30′ 47″ N, 2° 37′ 59″ E

Le château Soubiran, proche de la forêt de Fontainebleau, date du XIXe siècle et est entouré d’un parc d’environ 7 hectares. Le château, doté d’une source alimentant un plan d’eau, accueille une ferme enfantine, où l’on peut observer de nombreux animaux. On peut aussi y pique-niquer, et y pratiquer un parcours de santé.
- Le château des Vives Eaux : célèbre notamment pour avoir accueilli les participants de l'émission de télévision française de télé-réalité Star Academy du 20 octobre 2001 au 15 février 2008. Il accueille à nouveau l'émission à l'occasion de sa 10e saison à partir du 15 octobre 2022.
- Le château de Mun[91].
- Le château Saint-Ange, rue du Caporal-Poussineau.
- Le manoir de la Croix Saint-Jacques, avenue du Général-Leclerc.
- Le pavillon de l'Horloge, avenue Anatole-France.
- L'église Notre-Dame-de-la-Visitation, place Paul-Bert, reconstruite en 1859[92].

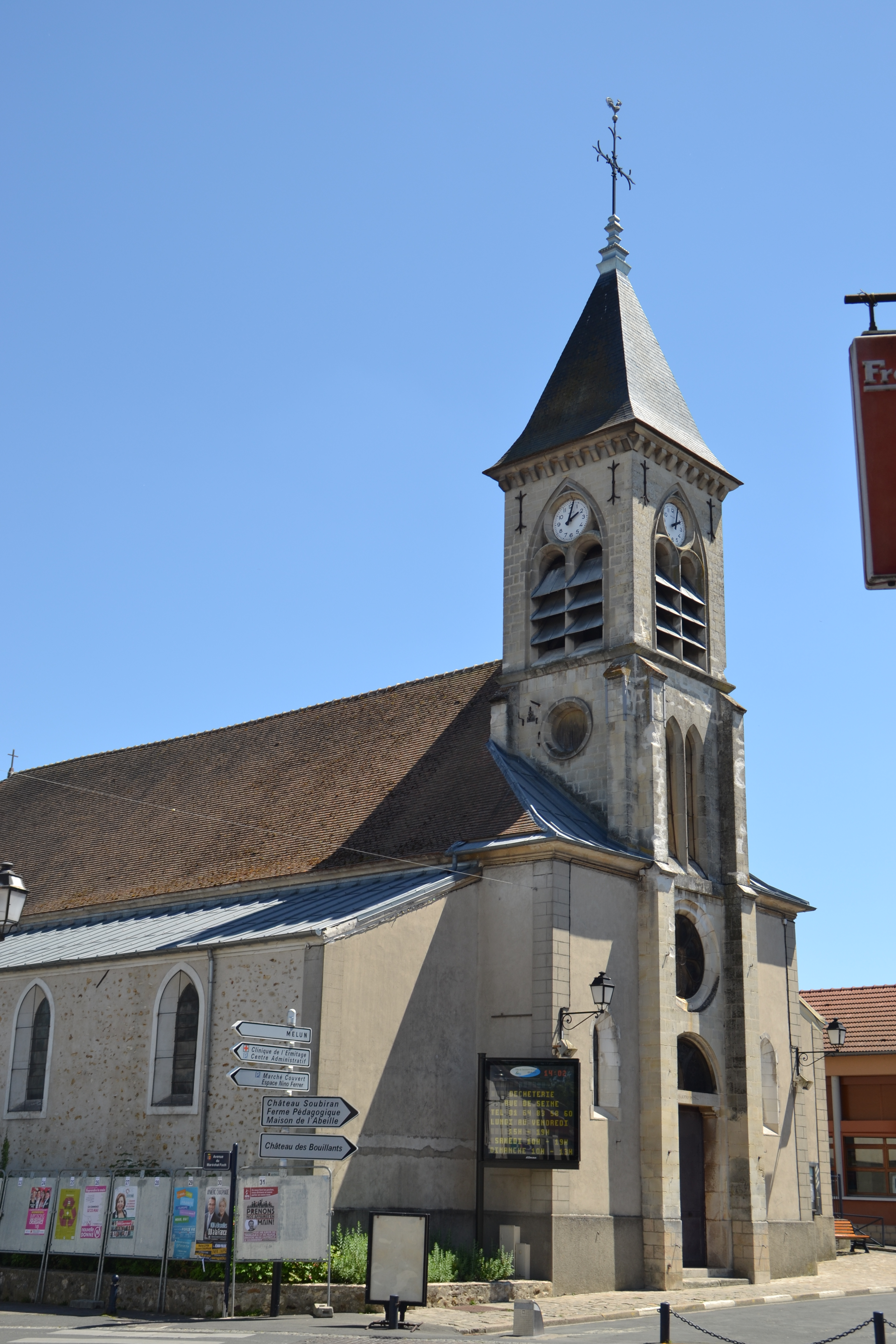
L’église Notre-Dame-de-la-Visitation de Dammarie-les-Lys.

Un oratoire consacré à la Vierge fut élevé à la fin du XIe siècle ; l'église fut recons truite en 1535 et en 1859 ; elle possède un orgue.
L'église en plan allongé est orientée et dispose d'une nef avec une voûte en berceau et de collatéraux. Elle est terminée par un chevet polygonal. Elle a un clocher-porche couvert d'une toiture en pavillon.
L'intérieur de l'église est voûté d'ogives pour la nef et voûte d'arêtes pour les bas-côtés.
- La Mosquée Al Salam (Mazhab Malki), située au 468 avenue du Colonel-Fabien.
- L'"Espace Nino-Ferrer"

L’éducation publique devient la seule activité du bâtiment lors du déménagement de la municipalité, en 1934, dans l’actuel Hôtel de Ville ; puis la bâtisse est réaménagée en salle des fêtes en 1937. Dans les années 1960, elle porte le nom du comédien Raymond Bussières. La ville y organise ses festivités et expositions et accueille les spectacles et concerts. :En 2004, d’importants travaux sont engagés et c’est l’Espace Nino-Ferrer : une salle de spectacles de 285 places numérotées.
- Le Monument aux Morts[95].

#### Châteaux disparus
- Le château de Bel-Ombre (ou de Bellombre) a été démoli par son dernier propriétaire[96].
- Le château Gaillard bâti au XIIIe siècle, démoli en 1971 dont il ne subsiste que le parc et une statue d'Alfred Lenoir[97].

#### Patrimoine culturel
- Dans la ville sont implantées les archives départementales de Seine-et-Marne.
- Les bâtiments de l'usine de la Compagnie Nationale des Radiateurs (CNR), construite en 1926-1928 au lieu-dit le Champ de Manœuvre sur 28 000 m2 par Eugène Freyssinet. L'usine fut opérationnelle en 1929 et fermée en 1975[98].

### Patrimoine naturel
- Une partie de la commune (lieu-dit Vosves) est incluse dans le parc naturel régional du Gâtinais français.
- Le Bois d'Étrangle-Veau inclus dans la forêt de la Rochette est classé espace naturel sensible.
- Nombreux parcs urbains publics ou privés.

### Personnalités liées à la commune

#### Militaires et nobles
- Vincent-Marie Viénot de Vaublanc (1756-1845), maire de Dammarie-lès-Lys en 1790, ministre de l’Intérieur sous la Restauration.
- Victor de Fay de La Tour-Maubourg (1768-1850), qui mourut en son château du Lys.
- Julien Loizillon (1829-1899), général, ministre de la Guerre, mourut au château des Bouillants.

#### Personnalités de la Monarchie française
- La reine Blanche de Castille, femme de Louis VIII le Lion, mère de Louis IX, a fondé l'abbaye en 1244[99]
- Saint Louis, fils de la précédente, autorisa celle-ci à fonder l'abbaye.
- Marie Mancini, nièce du cardinal Mazarin, a été enfermée à l'Abbaye[100].
- Louis XVI et Marie-Antoinette furent le dernier couple royal à venir en pèlerinage à l'abbaye royale du Lys[101]

À noter que la plupart des rois de France sont venus à l'Abbaye.

#### Artistes et sportifs
- Michel Schneider (1944-2022), écrivain, critique musical et littéraire, spécialiste de la psychanalyse, né à Dammarie-lès-Lys
- Delphine Racinet-Réau (1973), double médaillée olympique, conseillère municipale de Dammarie-lès-Lys[Quand ?].
- Stéphane Da Costa (1989), joueur de hockey sur glace, a passé son enfance à Dammarie-lès-Lys et y a été formé.
- Didier Lockwood (1956-2018), violoniste, maire-adjoint à la culture (2014-2016)[102], créateur du Centre des musiques Didier Lockwood à Dammarie, où il avait une maison[103].

### Héraldique, logotype et devise
| Armes de Dammarie-les-Lys | Elles peuvent se blasonner ainsi aujourd’hui : parti, au premier d'azur semé de fleurs de lys d'or, au second de gueules semé de châteaux donjonnés de trois tours d'or maçonnées de sable. |

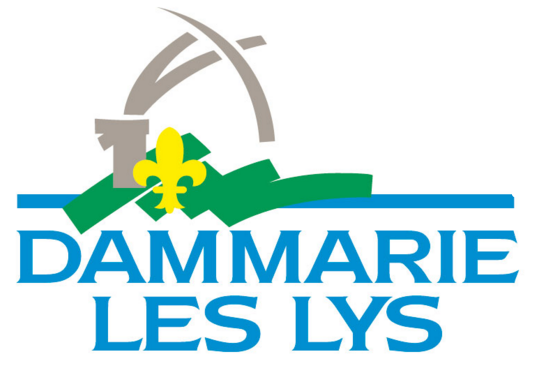

D'après le site de la ville, le logo traduit la volonté de la commune d'afficher le visage vivant et coloré d'une ville de 20 262 habitants, fière de son passé et résolument tournée vers l'avenir. On y retrouve des éléments caractéristiques de Dammarie-lès-Lys : la silhouette de l'abbaye en gris, et la fleur de lys d'une couleur chaude et lumineuse, qui témoignent de l'histoire de la commune : la Seine évoquée par le fil bleu, la forêt symbolisée par la couleur verte qui évoque, également, le dynamisme de la ville". (voir image ci-contre)
La commune est dépourvue de devise mais a pour slogan Être proche, voir loin ![réf. nécessaire].